# Castell de Sant Gallard
El castell de Sant Gallard és un antic castell del poble de Sant Gallard (les Piles) catalogat com a Bé Cultural d'Interès Nacional.

## Descripció
Actualment, no queden restes identificables amb les estructures originals del castell medieval. El cos central del castell, al qual s'hi accedeix pel cantó nord està format per la planta baixa, el pis i les golfes.
Planta baixa. Entrant a mà dreta, sobresurt una cavitat semicircular que correspon a un forn de pa. Altres elements notables de la planta baixa són les restes d'una mola de molí, una gran pilastra de pedra i una pica també de pedra.
Pis. S'hi distribueixen les portes de la casa. A l'habitació central s'hi accedeix, a semblança de la planta baixa, a través d'un arc conopial. Vila i Carabasa apunta que "damunt l'arc hi ha un curiós relleu fet amb pasta policromada i que representa l'escena del Calvari, amb Crist crucificat al centre, la Magdalena besant-li els peus i la Verge i sant Joan evangelista als flancs".
Golfes. Construcció per a ús agrícola i ramader, preparada per a guardar el bestiar.
Annex al cos central, al sector nord-oest, hi ha una construcció annexa quadrangular, aixecada entre finals del segle xviii i principis del segle xix, que servia de magatzem agrícola.

## Cronologia
En els estudis arqueològics dirigits el 2009 per Josep Maria Vila i Carabasa, es van identificar tres zones i etapes constructives:
- Fase 1 (segona meitat segle XVI - segle XVII). Cos principal del castell i cos a la part occidental. Destaquen, com a elements estilístics, la porta principal i, al capdamunt, una finestra amb arc conopial.
- Fase 2 (segles XVIII-XIX). Cos adossat a la banda occidental del castell. La construcció de portes i finestres per comunicar amb el cos central van debilitar el mur oest del cos central.
- Fase 3 (final segle XIX-principis segle XX). Es tapia una arcada i es construeix un mur.

## Història del castell medieval
La primera referència documental és de l'any 1179, quan Adalbert de Queralt llegà la meitat de la senyoria al monestir de Santes Creus. A partir d'aquest moment el monestir va intentar engrandir les seves propietats en aquesta zona a través de diverses transaccions.
El 1247, gràcies a una deixa testamentària de Ramon Adalbert de Queralt, descendent d'Adalbert, Santes Creus obté la meitat que encara li manca del castell de Sant Gallard. Prèviament, els cistercencs havien adquirit els drets que posseïa Berenguer de Montpaó (1238), en una donació que seria ratificada el 1284 per Galcerà de Montpaó. Santes Creus mantindrà la possessió del castell fins a la desamortització de Mendizábal.